# Enrique II de Francia
Enrique II de Francia (Saint-Germain-en-Laye, 31 de marzo de 1519-París, 10 de julio de 1559), cuarto hijo de Francisco I y de Claudia de Francia, fue reconocido duque de Bretaña en 1536 (sin coronación) y coronado rey de Francia en Reims en 1547.

## Biografía

### Primeros años
Enrique nació en el castillo de Saint-Germain-en-Laye, cerca de París, como segundogénito de Francisco I de Francia y Claudia, duquesa de Bretaña, hija a su vez de Luis XII de Francia y Ana de Bretaña. Su padre fue capturado en la batalla de Pavía por el enemigo de éste, Carlos I de España y V del Sacro Imperio Romano Germánico, obligándole a firmar el Tratado de Madrid, por lo que Enrique y su hermano mayor Francisco, delfín y duque de Bretaña, permanecieron en España como rehenes desde 1526 hasta 1530 como garantía del cumplimiento de lo acordado. No está del todo claro dónde permanecieron, ya que les acompañó un nutrido séquito que también debió ser alojado y retenido, aunque parece que estuvieron siempre en fortalezas que pertenecían a la familia Fernández de Velasco, duques de Frías y condestables de Castilla. Fueron los castillos de Villalba de los Alcores (1528), de Ampudia (1528), de los Velasco (el palacio de los Condestables en Villalpando), de Berlanga, de Castilnovo y Pedraza (1528-1530). 
Tras la muerte de su hermano en 1536, Enrique le sucedió como delfín y duque de Bretaña, sin llegar a gobernar en Bretaña, dado que su padre era el usufructuario. Tras la muerte de su padre, heredó el trono de Francia. Fue errático en la política de alianzas y, en un principio, un ferviente defensor de la fe católica frente a la Reforma protestante. Combatió con encono a los hugonotes, pero luego los toleró y se alió con los calvinistas. Condenó los libros no católicos en 1551, prohibiendo su circulación y venta, y mantuvo el enfrentamiento contra Carlos V con una singular alianza con el Imperio otomano. Tomó Metz a pesar del asedio del rey español y defendió París frente al emperador, pero todos los esfuerzos bélicos llevaron a la quiebra a la Corona.

### Matrimonio

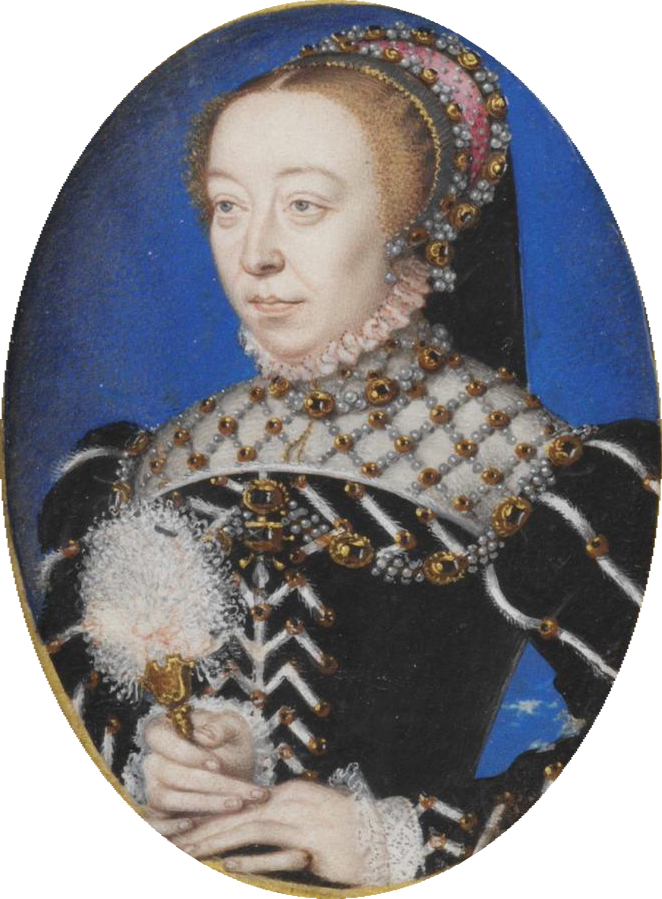
Catalina de Médici, su esposa.

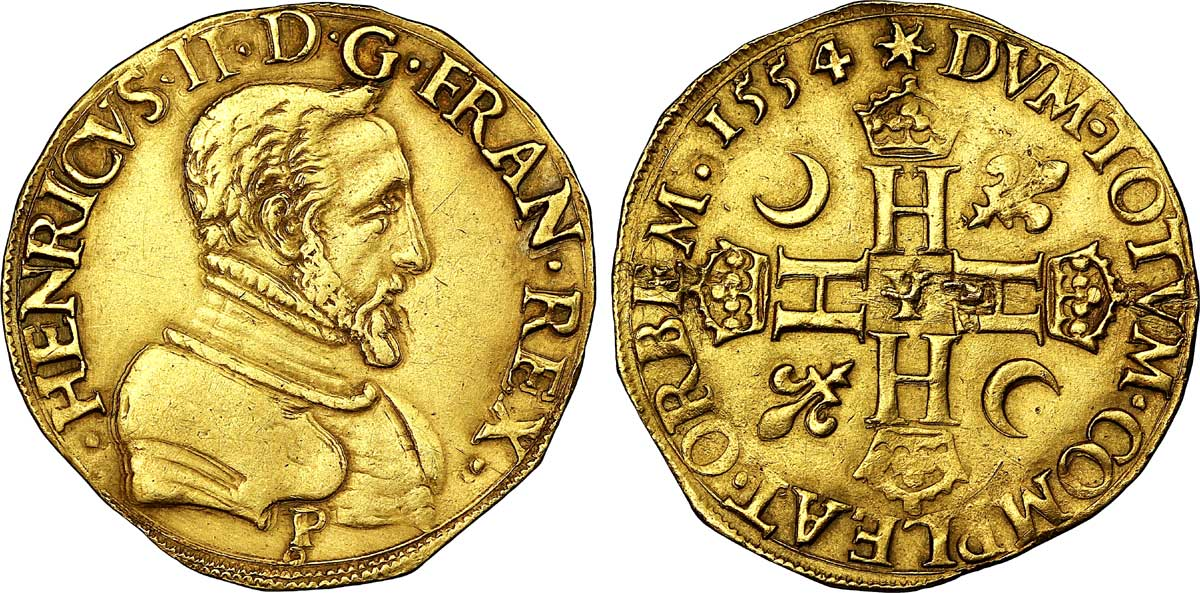
Enrique II de Francia.

Se casó en 1533 con Catalina de Médici, con la que tuvo diez hijos, a la vez que mantenía una relación amorosa con Diana de Poitiers, que se hizo oficial en 1536. Diana de Poitiers ejerció una influencia notable sobre el rey y, aunque en otro orden, también se dejó influir por el condestable Anne de Montmorency, así como sus sobrinos (Gaspar de Coligny, François d’Andelot, y el cardenal Odet de Châtillon) que gozaron de toda la confianza de Enrique II. 
Negoció el rescate de Boulogne con los ingleses en 1550. Por medio del Tratado de Chambord en 1552, consiguió la alianza de Francia con los príncipes protestantes del Sacro Imperio Romano Germánico contra Carlos V y fue autorizado a tomar las tres ciudades episcopales e imperiales de Metz, Toul y Verdún, en Lorena.
En 1552 ocupó los Tres Obispados, que pertenecían al Sacro Imperio Romano Germánico, cuya anexión definitiva a Francia no fue reconocida hasta 1648 cuando se firmó la Paz de Westfalia.
En 1558 el duque de Guisa y la armada francesa consiguen recuperar Calais, última posesión de los ingleses en territorio francés.

### Últimos años y muerte

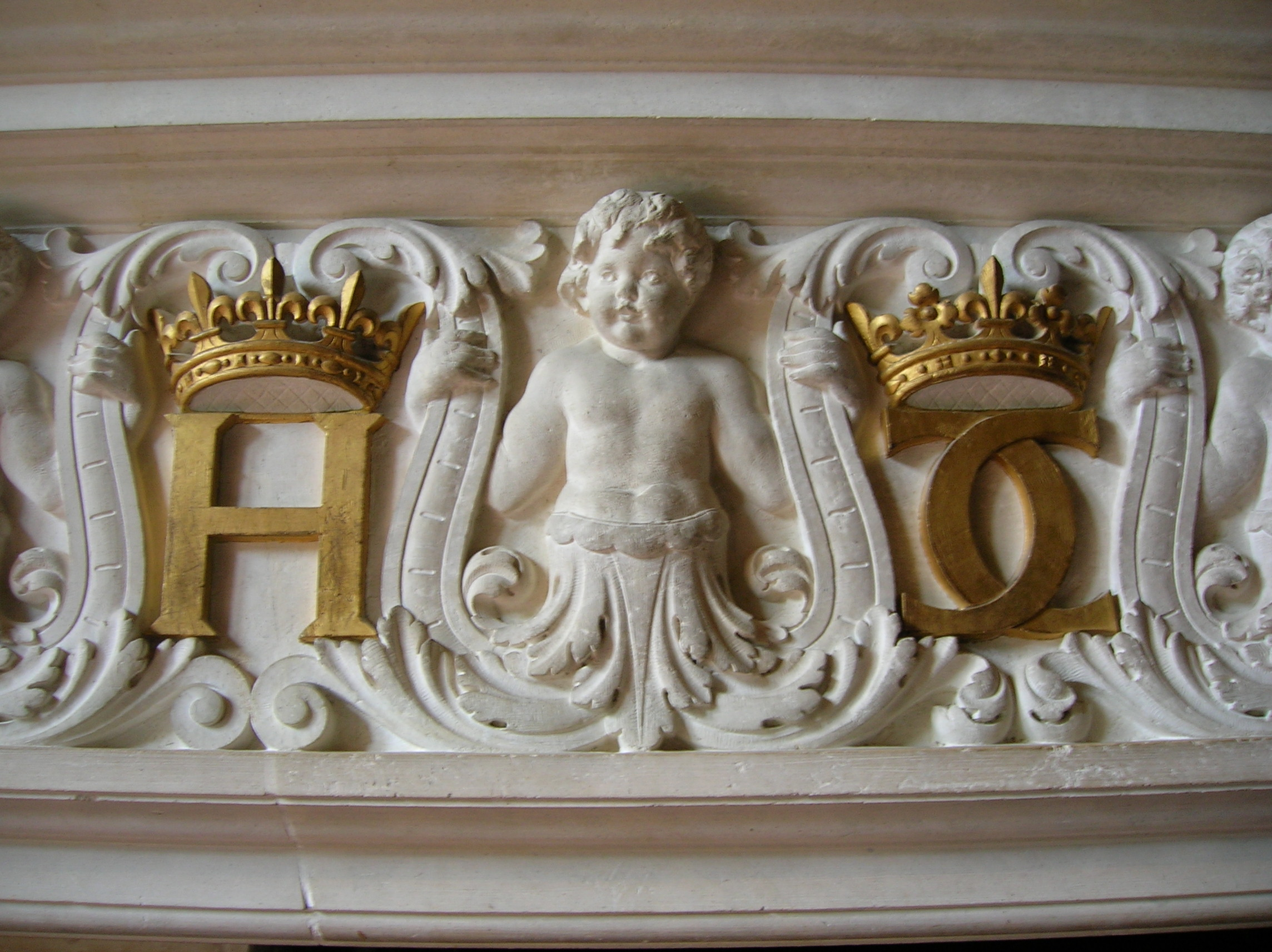
Insignias de Enrique II de Francia (a la izquierda una H de Enrique en francés) y de Catalina de Médici en una chimenea de su castillo de Chenonceau.

Sufrió varios reveses al final de su corto reinado. Fue derrotado en Italia y en los Países Bajos por España. Se vio obligado a aceptar, en 1559, la Paz de Cateau-Cambrésis y a renunciar, definitivamente, a las posesiones italianas.
Murió en 1559. Durante un torneo contra Gabriel, conde de Montgomery, celebrado con motivo de la boda de su hija Isabel con Felipe II de España, fue gravemente herido por la lanza de éste en un ojo. Fue atendido por los mejores médicos y cirujanos. Ambroise Paré fue autorizado a reproducir la herida en algunos condenados para investigar cómo y de qué forma curarla, sin obtener resultado alguno. Felipe II envió desde Bruselas a Andrés Vesalio, que no llegó a tiempo para tratar de salvar la vida del rey, pues este ya había muerto a su llegada.
Le sucedió su hijo mayor, Francisco II de Francia.
Su reinado, considerado en ocasiones desvaído como su personalidad, fue testigo, sin embargo, de la derrota de Carlos V contra el que su padre, Francisco I, había combatido sin éxito. Y, sin proponérselo, fue el generador de las Guerras de religión de Francia a causa de su defensa inquebrantable de la fe católica contra la Reforma protestante.

## Descendencia
De su matrimonio con Catalina de Médici tuvo diez hijos:
- Francisco (1544-1560), rey de Francia de 1559 a 1560.
- Isabel (1546-1568), casada con Felipe II de España (1559).
- Claudia (1547-1575), casada con Carlos III de Lorena.
- Luis (1549-1550), duque de Orleans.
- Carlos (1550-1574), duque de Orleans (1550-1560) y rey de Francia de 1560 a 1574.
- Enrique (Alejandro Eduardo) (1551-1589), duque de Anjou (1551-1576), de Orleans (1560-1576), rey de Polonia (1573-1574) y rey de Francia (1574-1589).
- Margarita (1553-1615), casada con Enrique IV de Francia en 1572.
- Hércules (Francisco) (1555-1584), duque de Alençon y de Anjou.
- Victoria y Juana (1556).

De su relación con la piamontesa Filippa Duci, cuando aún era delfín, tuvo una hija legitimada:
- Diana de Francia (1538-1619), duquesa de Châtellerault, Angulema y Étampes.

De su relación con la baronesa de Fonttete, Nicole de Savigny, tuvo un hijo que no fue legitimado pero sí reconocido por su padre:
- Enrique de Valois-San-Rémi, nacido en 1557 en París.

## Ancestros de Enrique II de Francia
|  |                               |  |  |  |  |  |  |  |  |  |  |  |  |  |  |  |
|  | 16. Luis de Valois            |  |  |  |  |  |  |  |  |  |  |  |  |  |  |  |
|  |                               |  |  |  |  |  |  |  |  |  |  |  |  |  |  |  |
|  |                               |  |  |  |  |  |  |  |  |  |  |  |  |  |  |  |
|  | 8. Juan de Orleans            |  |  |  |  |  |  |  |  |  |  |  |  |  |  |  |
|  |                               |  |  |  |  |  |  |  |  |  |  |  |  |  |  |  |
|  |                               |  |  |  |  |  |  |  |  |  |  |  |  |  |  |  |
|  | 17. Valentina Visconti        |  |  |  |  |  |  |  |  |  |  |  |  |  |  |  |
|  |                               |  |  |  |  |  |  |  |  |  |  |  |  |  |  |  |
|  |                               |  |  |  |  |  |  |  |  |  |  |  |  |  |  |  |
|  | 4. Carlos de Orleans          |  |  |  |  |  |  |  |  |  |  |  |  |  |  |  |
|  |                               |  |  |  |  |  |  |  |  |  |  |  |  |  |  |  |
|  |                               |  |  |  |  |  |  |  |  |  |  |  |  |  |  |  |
|  | 18. Alano IX de Rohan         |  |  |  |  |  |  |  |  |  |  |  |  |  |  |  |
|  |                               |  |  |  |  |  |  |  |  |  |  |  |  |  |  |  |
|  |                               |  |  |  |  |  |  |  |  |  |  |  |  |  |  |  |
|  | 9. Marguarita de Rohan        |  |  |  |  |  |  |  |  |  |  |  |  |  |  |  |
|  |                               |  |  |  |  |  |  |  |  |  |  |  |  |  |  |  |
|  |                               |  |  |  |  |  |  |  |  |  |  |  |  |  |  |  |
|  | 19. Margarita de Bretaña      |  |  |  |  |  |  |  |  |  |  |  |  |  |  |  |
|  |                               |  |  |  |  |  |  |  |  |  |  |  |  |  |  |  |
|  |                               |  |  |  |  |  |  |  |  |  |  |  |  |  |  |  |
|  | 2. Francisco I de Francia     |  |  |  |  |  |  |  |  |  |  |  |  |  |  |  |
|  |                               |  |  |  |  |  |  |  |  |  |  |  |  |  |  |  |
|  |                               |  |  |  |  |  |  |  |  |  |  |  |  |  |  |  |
|  | 20. Luis de Saboya            |  |  |  |  |  |  |  |  |  |  |  |  |  |  |  |
|  |                               |  |  |  |  |  |  |  |  |  |  |  |  |  |  |  |
|  |                               |  |  |  |  |  |  |  |  |  |  |  |  |  |  |  |
|  | 10. Felipe II de Saboya       |  |  |  |  |  |  |  |  |  |  |  |  |  |  |  |
|  |                               |  |  |  |  |  |  |  |  |  |  |  |  |  |  |  |
|  |                               |  |  |  |  |  |  |  |  |  |  |  |  |  |  |  |
|  | 21. Ana de Lusignan           |  |  |  |  |  |  |  |  |  |  |  |  |  |  |  |
|  |                               |  |  |  |  |  |  |  |  |  |  |  |  |  |  |  |
|  |                               |  |  |  |  |  |  |  |  |  |  |  |  |  |  |  |
|  | 5. Luisa de Saboya            |  |  |  |  |  |  |  |  |  |  |  |  |  |  |  |
|  |                               |  |  |  |  |  |  |  |  |  |  |  |  |  |  |  |
|  |                               |  |  |  |  |  |  |  |  |  |  |  |  |  |  |  |
|  | 22. Carlos I de Borbón        |  |  |  |  |  |  |  |  |  |  |  |  |  |  |  |
|  |                               |  |  |  |  |  |  |  |  |  |  |  |  |  |  |  |
|  |                               |  |  |  |  |  |  |  |  |  |  |  |  |  |  |  |
|  | 11. Margarita de Borbón       |  |  |  |  |  |  |  |  |  |  |  |  |  |  |  |
|  |                               |  |  |  |  |  |  |  |  |  |  |  |  |  |  |  |
|  |                               |  |  |  |  |  |  |  |  |  |  |  |  |  |  |  |
|  | 23. Inés de Borgoña           |  |  |  |  |  |  |  |  |  |  |  |  |  |  |  |
|  |                               |  |  |  |  |  |  |  |  |  |  |  |  |  |  |  |
|  |                               |  |  |  |  |  |  |  |  |  |  |  |  |  |  |  |
|  | 1. Enrique II de Francia      |  |  |  |  |  |  |  |  |  |  |  |  |  |  |  |
|  |                               |  |  |  |  |  |  |  |  |  |  |  |  |  |  |  |
|  |                               |  |  |  |  |  |  |  |  |  |  |  |  |  |  |  |
|  | 24. Luis de Valois (= 16)     |  |  |  |  |  |  |  |  |  |  |  |  |  |  |  |
|  |                               |  |  |  |  |  |  |  |  |  |  |  |  |  |  |  |
|  |                               |  |  |  |  |  |  |  |  |  |  |  |  |  |  |  |
|  | 12. Carlos I de Orleans       |  |  |  |  |  |  |  |  |  |  |  |  |  |  |  |
|  |                               |  |  |  |  |  |  |  |  |  |  |  |  |  |  |  |
|  |                               |  |  |  |  |  |  |  |  |  |  |  |  |  |  |  |
|  | 25. Valentina Visconti (= 17) |  |  |  |  |  |  |  |  |  |  |  |  |  |  |  |
|  |                               |  |  |  |  |  |  |  |  |  |  |  |  |  |  |  |
|  |                               |  |  |  |  |  |  |  |  |  |  |  |  |  |  |  |
|  | 6. Luis XII de Francia        |  |  |  |  |  |  |  |  |  |  |  |  |  |  |  |
|  |                               |  |  |  |  |  |  |  |  |  |  |  |  |  |  |  |
|  |                               |  |  |  |  |  |  |  |  |  |  |  |  |  |  |  |
|  | 26. Adolfo I de Cleves        |  |  |  |  |  |  |  |  |  |  |  |  |  |  |  |
|  |                               |  |  |  |  |  |  |  |  |  |  |  |  |  |  |  |
|  |                               |  |  |  |  |  |  |  |  |  |  |  |  |  |  |  |
|  | 13. María de Cleves           |  |  |  |  |  |  |  |  |  |  |  |  |  |  |  |
|  |                               |  |  |  |  |  |  |  |  |  |  |  |  |  |  |  |
|  |                               |  |  |  |  |  |  |  |  |  |  |  |  |  |  |  |
|  | 27. María de Borgoña          |  |  |  |  |  |  |  |  |  |  |  |  |  |  |  |
|  |                               |  |  |  |  |  |  |  |  |  |  |  |  |  |  |  |
|  |                               |  |  |  |  |  |  |  |  |  |  |  |  |  |  |  |
|  | 3. Claudia de Francia         |  |  |  |  |  |  |  |  |  |  |  |  |  |  |  |
|  |                               |  |  |  |  |  |  |  |  |  |  |  |  |  |  |  |
|  |                               |  |  |  |  |  |  |  |  |  |  |  |  |  |  |  |
|  | 28. Ricardo de Bretaña        |  |  |  |  |  |  |  |  |  |  |  |  |  |  |  |
|  |                               |  |  |  |  |  |  |  |  |  |  |  |  |  |  |  |
|  |                               |  |  |  |  |  |  |  |  |  |  |  |  |  |  |  |
|  | 14. Francisco II de Bretaña   |  |  |  |  |  |  |  |  |  |  |  |  |  |  |  |
|  |                               |  |  |  |  |  |  |  |  |  |  |  |  |  |  |  |
|  |                               |  |  |  |  |  |  |  |  |  |  |  |  |  |  |  |
|  | 29. Margarita de Orleans      |  |  |  |  |  |  |  |  |  |  |  |  |  |  |  |
|  |                               |  |  |  |  |  |  |  |  |  |  |  |  |  |  |  |
|  |                               |  |  |  |  |  |  |  |  |  |  |  |  |  |  |  |
|  | 7. Ana de Bretaña             |  |  |  |  |  |  |  |  |  |  |  |  |  |  |  |
|  |                               |  |  |  |  |  |  |  |  |  |  |  |  |  |  |  |
|  |                               |  |  |  |  |  |  |  |  |  |  |  |  |  |  |  |
|  | 30. Gastón IV de Foix         |  |  |  |  |  |  |  |  |  |  |  |  |  |  |  |
|  |                               |  |  |  |  |  |  |  |  |  |  |  |  |  |  |  |
|  |                               |  |  |  |  |  |  |  |  |  |  |  |  |  |  |  |
|  | 15. Margarita de Foix         |  |  |  |  |  |  |  |  |  |  |  |  |  |  |  |
|  |                               |  |  |  |  |  |  |  |  |  |  |  |  |  |  |  |
|  |                               |  |  |  |  |  |  |  |  |  |  |  |  |  |  |  |
|  | 31. Leonor I de Navarra       |  |  |  |  |  |  |  |  |  |  |  |  |  |  |  |
|  |                               |  |  |  |  |  |  |  |  |  |  |  |  |  |  |  |
|  |                               |  |  |  |  |  |  |  |  |  |  |  |  |  |  |  |

## Sucesión
| Predecesor: Francisco I | Rey de Francia 1547-1559 | Sucesor: Francisco II |